# Stefano Bellone
Stefano Bellone, né le 23 avril 1955 à Milan, est un escrimeur italien.

## Carrière
Stefano Bellone participe aux Jeux olympiques d'été de 1984 et  remporte la médaille de bronze dans l'épreuve de l'épée par équipe.